# Christine Aventin
Christine Aventin (Hermalle-sous-Argenteau, 4 augustus 1971) is een Franstalig Belgisch auteur. 
Ze werd geboren in de omgeving van Luik als dochter van een leraar Nederlands.
Aventin werd bekend met haar jeugdwerk '’Het hart op zak’’ (Le coeur en poche) dat ze op 15-jarige leeftijd publiceerde in 1988. Ze had aanvankelijk haar uitgever (Mercure de France) wijsgemaakt dat ze als dochter van een prostituee haar autobiografie had geschreven.
Uiteindelijk gaf ze toe dat het om een fictiewerk ging. Veel jaren later beweerde ze dat haar jeugdwerken in feite door haar vader geschreven waren en ze er enkel haar naam onder had gezet.
Het werk werd met veel publiciteit gelanceerd. De auteur werd beschreven als de nieuwe Françoise Sagan. Hiermee was ze zelf niet zo blij, omdat ze zelf ook een identiteit had. Het boek werd dadelijk een bestseller. Er gingen meer dan 100.000 exemplaren over de toonbank. Het werk werd vertaald in zeventien talen en zelfs de filmrechten werden verkocht. De film kwam er echter nooit.
Na het succes van haar eersteling en het verschijnen van haar tweede boek, Le diable peint in 1990, bleef het tien jaar lang stil rond Christine Aventin. Ze besteedde die tijd aan een studie Romaanse talen en literatuur. Ze brak in die periode ook met haar ouders, trok naar Engeland en Polen en oefende verschillende beroepen uit, waaronder dat van journalist. Met het verschijnen van Le désir demeuré in 2001 nam ze de draad van haar schrijverscarrière weer op.

## Publicaties
- Le coeur en poche (1988), éd. mercure de France
- Le diable peint (1990), éd. Mercure de France
- Le désir demeuré (2001), Ancrages, heruitgave bij éditions Le Somnambule équivoque in 2006
- Portrait nu (2005), éd. Le Cercle
- Red Shoes (2012), éd. Maelström
- Breillat des Yeux le Ventre (2013), éd. Le Somnambule équivoque